# Sagitta (geslacht)
Sagitta is een geslacht van pijlwormen uit de  familie van de Sagittidae. 

## Soorten
- Sagitta bipunctata Quoy & Gaimard, 1828
- Sagitta bombayensis Lele & Gae, 1936
- Sagitta helenae Ritter-Záhony, 1911